# Wieland Schmiedel
Wieland Schmiedel (* 5. Mai 1942 in Chemnitz; † 20. Mai 2021) war ein deutscher Bildhauer.

## Leben
Schmiedel absolvierte in Karl-Marx-Stadt die Erweiterte Oberschule und machte nach dem Abitur von 1960 bis 1962 in Zwickau und Dresden eine Lehre als Steinbildhauer. Danach arbeitete er in Dresden bis 1966 in seinem Beruf. Nach der Erlangung des Steinbildhauer-Meistertitels hatte er ab 1966 eine eigene Werkstatt in Crivitz. 1969 wurde er Mitglied des Verbands Bildender Künstler der DDR, dem er dann bis 1990 angehörte. Von 1974 bis 1975 war Schmiedel bei Ludwig Engelhardt Meisterschüler an der Akademie der Künste. Nach Aufgabe seines Handwerksbetriebes arbeitete er ab 1976 als freiberuflicher Bildhauer. Er hatte in der Zeit der DDR und nach der deutschen Wiedervereinigung zahlreiche Einzelausstellungen und Ausstellungsbeteiligungen, u. a. 1972/1973, 1982/1983 und 1987/1988 an der VII., IX. und X. Kunstausstellung der DDR.
Er hat zahlreiche Werke für den öffentlichen und den kirchlichen Raum geschaffen.

## Ehrungen
- 1981: Kunstpreis der Stadt Gera
- 1982: Kunstpreis des FDGB (im Kollektiv)
- 2009: Kulturpreis des Landes Mecklenburg-Vorpommern.[3]

## Museen und öffentliche Sammlungen mit Werken Schmiedels
- Berlin, Nationalgalerie

- Dresden: Skulpturensammlung[4]
- Oberhausen: Ludwig-Galerie Schloss Oberhausen
- Schwerin: Staatliches Museum Schwerin

## Werke

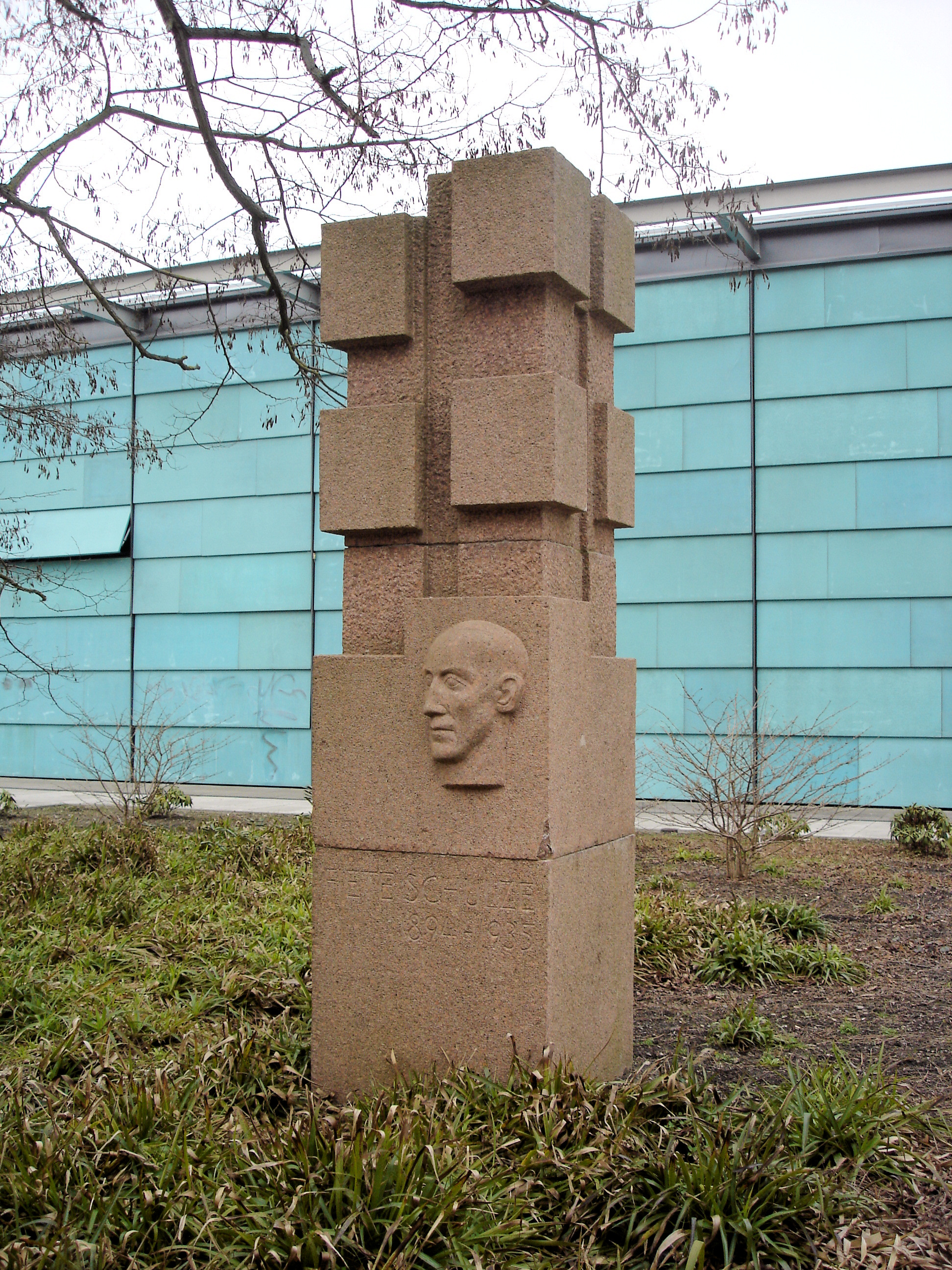
Gedenkstele für Fiete Schulze in Rostock (1969)

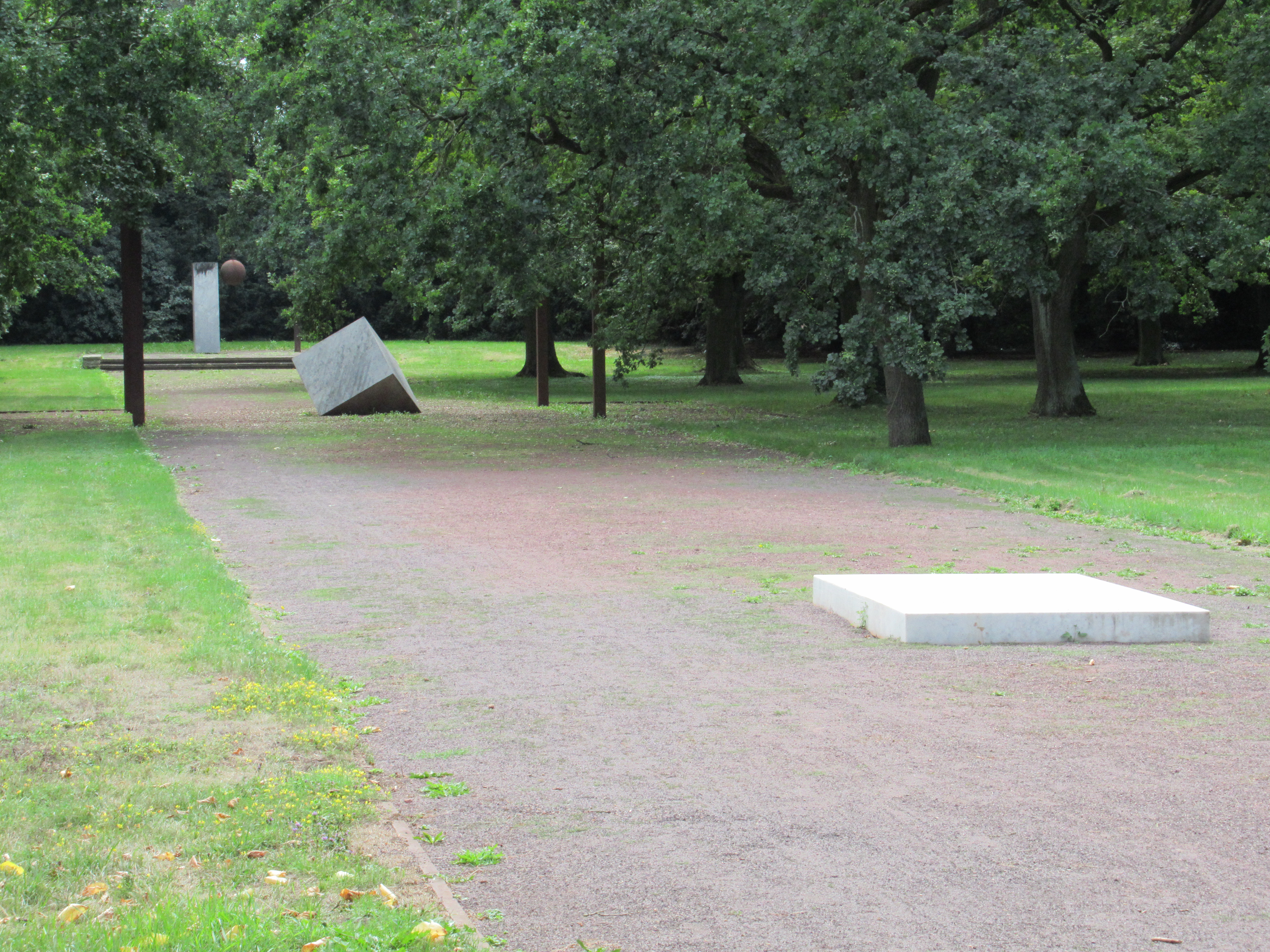
Bombenopfer-Denkmal Magdeburg (1995)

- Plastik Stigma in der Stadtkirche Sternberg (2007)
- Triumphkreuz (Holz), St. Johannis-Kirche Brügge (2003)
- Gestaltung mehrerer Gräberfelder auf dem Friedhof Neuruppin (1997–2001)
- 26 Stelen und Stelengruppen für die Opfer des Todesmarsches 1945 im Landkreis Parchim (1996)
- Plastisches Ensemble 16. Januar 1945 für die Opfer der Luftangriffe auf Magdeburg auf dem Westfriedhof Magdeburg (1994/95)
- Pietà in der Kapelle des Todesmarsches der Häftlinge des KZ Sachsenhausen in Crivitz (1988)
- Quetschung (Bronzeplatte mit Schriftumrandung) an der Stadtkirche Wittenberg (1988)
- Plastisches Ensemble Grünes Tal auf dem Großen Dreesch in Schwerin (1988)
- Orpheus (1987, Sandstein)[5]
- Weiblicher Torso (1970, Kalkstein)[6]
- Madonna (1964, Holz)[7]

## Einzelausstellungen (unvollständig)
- 2004 Wieland Schmiedel. Skulpturen, Bissee und Brügge (Schleswig-Holstein)
- 2003 Wieland Schmiedel, Kulturstiftung St. Matthäus, Berlin
- 2000 Wieland Schmiedel. Skulpturen Zeichnungen Objekte Installationen, Dom zu Schwerin
- 1994 Jugoslawienblätter. Handzeichnung und Plastik, Kulturhistorisches Museum, Magdeburg
- 1988 Wieland Schmiedel. Plastik, Martinikirche, Halberstadt
- 1980: Galerie Theaterpassage, Leipzig